# Baltische Plattmuschel
Die Baltische Plattmuschel (Limecola balthica), auch Nordische Tellmuschel, Baltische Tellmuschel oder Rote Bohne genannt, ist eine Muschelart aus der Familie der Tellmuscheln (Tellinidae), die in der Nord- und Ostsee zu finden ist. Sie kommt aber auch im Atlantik vor.

## Merkmale

### Schalen, Skelett und Organe

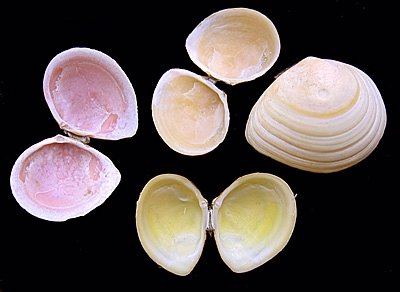
Links: Die rote Innenseite der Baltischen Plattmuschel

Das fast gleichklappige, aufgeblähte Gehäuse der Baltischen Plattmuschel ist eiförmig bis gerundet-dreieckig. Es wird bis zu 30 Millimeter lang. Das Längen-/Breiten-Verhältnis beträgt etwa 1:1,2 und ist deutlich ungleichseitig. Die vergleichsweise kleinen Wirbel befinden sich annähernd in der Mitte des Gehäuses. Das Vorderende ist weit gerundet, der hintere Gehäuseteil keilförmig. Der vordere Dorsalrand ist kurz, verläuft zunächst fast gerade, und geht dann in den weit gerundeten Vorderrand über. Der hintere Dorsalrand ist nur schwach gewölbt, das Hinterende ist fast zugespitzt. Der bauchseitige oder Ventralrand ist weit gerundet. Das Hinterende des Gehäuses ist leicht nach rechts gebogen. Am Hinterende klafft das Gehäuse leicht auseinander.
Das braune Ligament-Band erstreckt sich hinter den Wirbeln auf ein Drittel der Länge des hinteren Dorsalrandes. In jeder Klappe sind zwei Kardinalzähne vorhanden. In der linken Klappe ist der vordere Kardinalzahn gefurcht und zweispitzig, der hintere klein. In der rechten Klappe ist dagegen der hintere Kardinalzahn gefurcht und zweispitzig und der vordere Kardinalzahn klein. Lateralzähne sind nicht vorhanden. Der Mantel ist tief eingebuchtet, die Form der Bucht ist jedoch etwas variabel. Die ventrale Begrenzung der Mantelbucht fällt auf drei Vierteln mit dem ventralen Mantelrand zusammen, dann steigt die Bucht nach schräg oben an. Es sind zwei in etwa gleich große Schließmuskeln vorhanden, deren Form etwas unterschiedlich ist. Der vordere Schließmuskel-Abdruck ist länglich, der hintere Schließmuskel eher eiförmig.
Die rötliche, beigefarbene bis hellgraue Schale ist dickwandig und fest. Die Oberfläche zeigt randparallele feine Rippen und Vertiefungen und feinere Anwachsstreifen. Der Gehäuserand ist glatt. Das Periostracum ist ein dünner, beigefarbener oder hellgrauer, glänzender Überzug. Auf der Außenseite sind einige dunklere, randparallele Bänder, oft auch gelblich, orange oder rosa. Die Schaleninnenseite ist meist rötlich getönt, deshalb wird sie auch Rote Bohne genannt. Ihre Siphonen sind nicht miteinander verwachsen, sehr lang und dehnungsfähig.
Limecola balthica var. nivea

Rechte und linke Klappe des gleichen Tieres:

Rechte Klappe
Linke Klappe

### Ähnliche Arten
Die Baltische Plattmuschel ist rundlicher, hat ein kleineres Längen- zu Breiten-Verhältnis und ist weniger abgeflacht als die Kalk-Plattmuschel (Macoma calcarea). Letztere ist zudem deutlich größer, fast doppelt so groß.

## Geographische Verbreitung, Lebensraum und Lebensweise

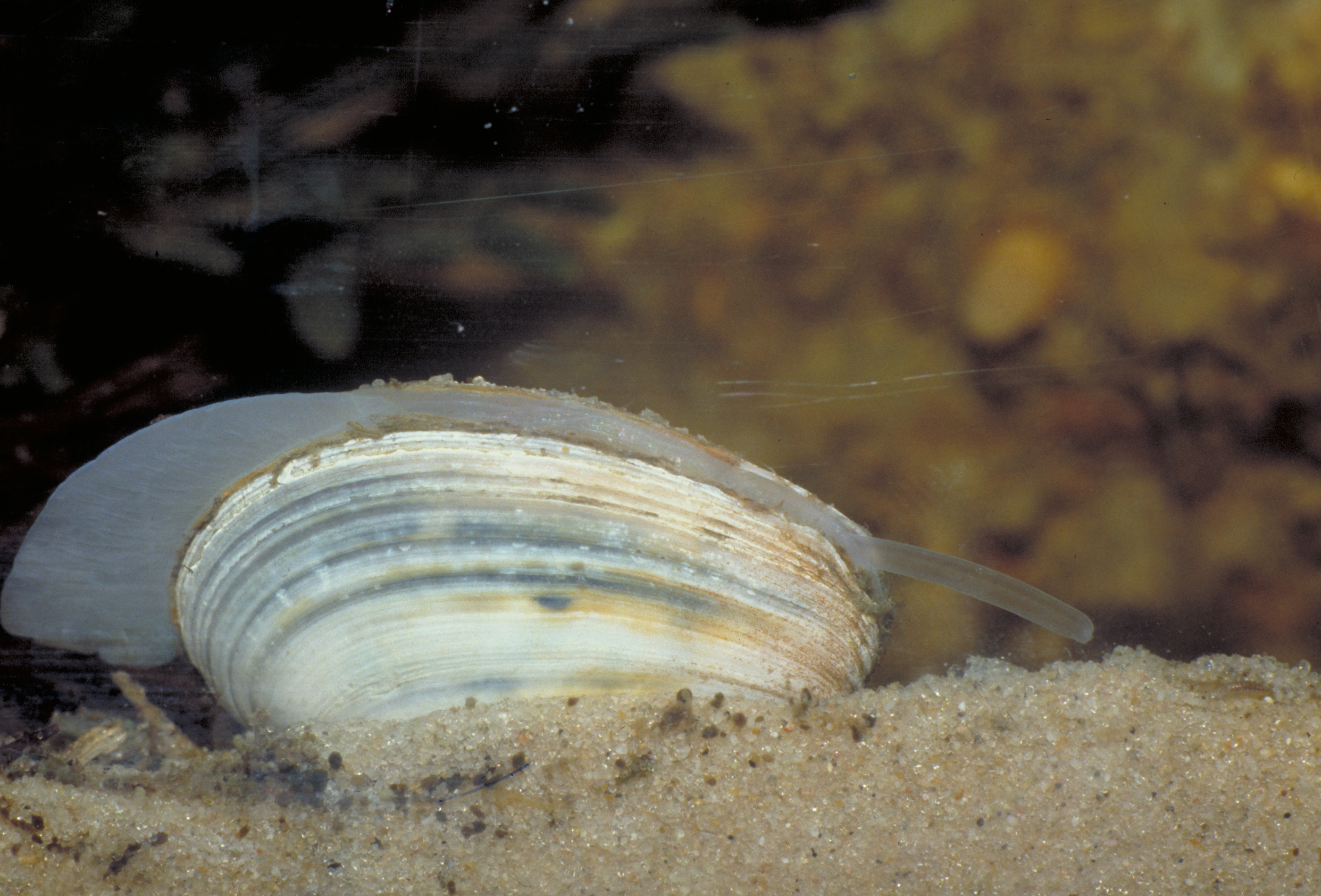

Die Baltische Plattmuschel ist im Atlantik sowie in der Nord- und Ostsee zu finden. Außerdem kommt sie an den Küsten des Nördlichen Eismeeres vor. Im Ostatlantik war sie noch vor etwa 50 Jahren bis zur Nordküste der Iberischen Halbinsel zu finden. Dort ist sie inzwischen (2016) ausgestorben. Die südliche Verbreitungsgrenze ist derzeit in etwa auf Höhe der Mündung der Gironde (Südwestfrankreich).
Die Baltische Plattmuschel lebt ca. 4 bis 10 cm tief eingegraben, und auf der linken Klappe liegend, im Schlick- und Mischwatt, ist jedoch auch noch in der tieferen Nordsee anzutreffen. Sie entwickelt sehr hohe Bestandsdichten bis zu 2000 Individuen pro Quadratmeter. Ihr großer beweglicher Grabfuß ermöglicht schnelles Eingraben, wenn sie durch Strömungen freigelegt wird. Die Plattmuschel kann sich auch über ihren längeren Einströmsipho ernähren, mit dem sie den Wattboden nach Nahrung (Kieselalgen und Bakterien) absuchen kann. Da sie nicht besonders tief im Boden lebt und außerdem bei Frost überleben kann, stellt sie, genau wie die Herzmuschel, eine wichtige Nahrung für Watvögel dar. Die Unterart Limecola balthica balthica ist besonders angepasst an niedrige Salinität und toleriert Werte von noch drei Promille.

## Taxonomie
Das Taxon stellte Carl von Linné 1758 als Tellina balthica auf. Als typischen Lebensraum gab er die Ostsee an, was er auch mit dem Artnamen zum Ausdruck brachte. Leach stellte 1819 die Gattung Macoma auf. Die Art wurde lange Zeit zur Gattung Macoma gestellt. Brown stellte 1848 die Gattung Limecola auf, die lange Zeit in Vergessenheit geriet. Gattung und Art sind allgemein als gültige Taxa akzeptiert.
Die Art wird in zwei Unterarten unterteilt:
- Limecola balthica balthica (die Nominatunterart), sie ist im Nordpazifik und in der Ostsee beheimatet. Die Population in der Ostsee wanderte erst mit der Littorina-Transgression in die Ostsee ein. Sie ist allerdings bereits das Produkt einer Hybridisierung, denn sie enthält nur noch 60 Prozent balthica balthica- und schon 40 Prozent balthica rubra-Gene.[4]
- Limecola balthica rubra (da Costa, 1778),[7] ist die im Atlantik und Nordsee vorkommende Unterart. Die beiden Unterarten hybridisieren im Kontaktbereich z. B. im Kategatt.<name="Luttikhuizen2012"/>

## Belege